# Калмыцкий областной комитет КПСС
Калмыцкий областной (республиканский) комитет КПСС — центральный партийный орган, существовавший в Калмыкии (Калмыцкая АО, Калмыцкая АССР) с февраля 1921 года по 27 декабря 1943 года и с декабря 1957 года по 6 ноября 1991 года.

## История
- 4 ноября 1920 года образована Автономная область калмыцкого народа (c 1926 — Калмыцкая автономная область) и в связи с этим, в феврале 1921 года был создан Калмыцкий областной комитет РКП(б).
- В декабре 1925 Калмыцкий областной комитет РКП(б) переименован Калмыцкий областной комитет ВКП(б).
- 20 октября 1935 года Калмыцкая автономная область преобразована в Калмыцкую Автономную Социалистическую Советскую Республику.
- 27 декабря 1943 Калмыцкая АССР разделена между Ставропольским краем и Астраханской областью.
- 9 января 1957 года из частей Астраханской области и Ставропольского края образована Калмыцкая автономная область (в составе Ставропольского края) и в связи с этим, в декабре того же года был создан Калмыцкий областной комитет КПСС.
- 29 июля 1958 Калмыцкая автономная область преобразована в Калмыцкую Автономную Советскую Социалистическую Республику.
- 25 сентября 1990 года Калмыцкий областной комитет КПСС преобразован в Калмыцкий республиканский комитет КПСС, а затем переименован в Калмыцкий республиканский комитет КП РСФСР (в составе КПСС).
- 23 августа 1991 деятельность КП РСФСР приостановлена, а 6 ноября того же года запрещена.

## Ответственные секретари/первые секретари РКП(б)/ВКП(б)/КПСС

### Ответственные секретари
- Чапчаев, Араши (20.2 - 11.8.1921)
- Марбуш-Степанов, Иван Романович (14.8.1921 - 10.1923)
- Борисов, Трофим Кузьмич (10.1923 - 5.1925)
- Глухов, Иван Кузьмич (5.1925 - 17.11.1927)
- Джалыков, Хохол Манджиевич (19.11.1927 - 1932)

### Первые секретари
- Джалыков Хохол Манджиевич (1932 - 6.1.1934)  (Калмыцкая автономная область)
- Пюрбеев, Анджур Пюрбеевич (10.1.1934 - 30.11.1935)  (до 27.10 1935 – Калмыцкая автономная область, затем Калмыцкая АССР)
- Карпов, Иван Николаевич (30.11.1935 - 2.1939)
- Лаврентьев Пётр Васильевич (1939 - 1943)
- Жезлов, Николай Игнатьевич (29.12.1957 - 2.1959)  (до 29.7 1958 – Калмыцкая автономная область, затем Калмыцкая АССР)
- Пономарёв, Михаил Александрович (2.1959 - 8.1961)
- Городовиков, Басан Бадьминович (8.1961 - 20.12.1978)
- Никулин, Владимир Илларионович (20.12.1978 - 20.12.1985)
- Захаров, Владимир Андреевич (20.12.1985 - 25.9.1990)
- Муев, Борис Доляевич (27.10.1990 - 23.8.1991)